# Cmentarz żydowski w Kętach
Cmentarz żydowski w Kętach – został założony w drugiej połowie XIX wieku i zajmuje obszar 0,2 ha. Zachowało się kilkadziesiąt nagrobków. Cmentarz uległ znacznej dewastacji w czasie okupacji hitlerowskiej i okresie PRL.